# Яніс Прієдкалнс
Яніс Прієдкалнс (лат. Jānis Priedkalns; 28 березня 1934, Латвія — 17 липня 2022, Австралія) — латвійський науковець та дипломат. Постійний представник Латвії при Організації Об'єднаних Націй (1997-2001). Доктор медичних наук.

## Життєпис
Народився 28 березня 1934 року в Латвії. Отримав ступінь бакалавра ветеринарних наук в Сіднейському університеті в 1959 році, доктора філософії в Університеті Міннесоти в 1966 році і ступінь магістра мистецтв у Школі анатомії Кембриджського університету в 1970 році. Його наукові інтереси: у нейроендокринології, а в 1989 році став членом Нью-Йоркської академії наук, а в 1994 році — Латвійської академії наук.
Пан Прідкалнс був старшим професором анатомії та гістології в Університеті Аделаїди в Австралії з 1973 по 1996 рік, а з 1985 по 1987 рік він був деканом факультету природничих наук. У 1972 році він був запрошеним професором кафедри анатомії та лабораторій репродукції людини та репродуктивної біології Гарвардського університету. До цього, з 1970 по 1972 рік, він був науковим співробітником кафедри анатомії Кембриджського університету. У 1969 і 1970 роках він був науковим співробітником Лабораторії гістофізіології коледжу Франції в Парижі та Лабораторії анатомії Національної ветеринарної школи в Ліоні.
До 1997 року був директором відділу аналізу преси Міністерства закордонних справ Латвії, а також викладачем гістології та ембріології в Латвійській медичній академії. З 1996 по 1997 рік був депутатом Латвійського парламенту (Сейму) та Парламентської асамблеї Рада Європи.
3 листопада 1997 року вручив вірчі грамоти Генеральному секретарю Кофі Аннану.

## Наукові праці
- Priedkalns, J., & Weber, A. F. (1968). Ultrastructural studies of the bovine Graafian follicle and corpus luteum. Zeitschrift für Zellforschung und Mikroskopische Anatomie, 91(4), 554-573.
- Priedkalns, J., Weber, A. F., & Zemjanis, R. (1968). Qualitative and quantitative morphological studies of the cells of the membrana granulosa, theca interna and corpus luteum of the bovine ovary. Zeitschrift für Zellforschung und Mikroskopische Anatomie, 85(4), 501-520.
- Vleck, C. M., & Priedkalns, J. (1985). Reproduction in zebra finches: hormone levels and effect of dehydration. The Condor, 87(1), 37-46.